# Mandla Masango
Mandla Masango (Mpumalanga, Sudáfrica, 18 de julio de 1989) es un exfutbolista de Sudáfrica que jugaba en la posición de extremo.

## Carrera

### Club
| Periodo   | Club                         | Apariciones | Goles |
| --------- | ---------------------------- | ----------- | ----- |
| 2007–2015 | Kaizer Chiefs                | 105         | 11    |
| 2015–2018 | Randers FC                   | 29          | 7     |
| 2017      | → SuperSport United (cedido) | 13          | 3)    |

### Selección nacional
Jugó a nivel de selecciones nacionales desde la categoría sub-17, donde incluso llegó a jugar la Copa Mundial de Fútbol Sub-20 de 2009 en Egipto donde anotó un gol en la derrota por 1-6 ante Alemania. Tiene el dato de haber anotado en su debut con cada selección menor de Sudáfrica.
Debutó con la selección absoluta el 17 de julio de 2013 en un partido ante Lesoto. Su primer gol lo anotó en la Copa COSAFA 2013 en el partido por el tercer lugar el 20 de julio de 2013 que ganó 2-1 ante Lesoto. Masango jugó los partidos de clasificación para la Copa Africana de Naciones 2015 ante Nigeria y Sudán. Masango jugó en la Copa Africana de Naciones 2015 donde anotó ante Ghana.
| #  | Fecha     | Sede                               | Rival       | Marcador | Resultado | Torneo                                                        |
| -- | --------- | ---------------------------------- | ----------- | -------- | --------- | ------------------------------------------------------------- |
| 1. | 20-7-2013 | Levy Mwanawasa Stadium, Ndola      | Lesoto      | 1–1      | 2–1       | Copa COSAFA 2013                                              |
| 2. | 27-1-2015 | Estadio de Mongomo, Mongomo        | Ghana       | 1–0      | 1–2       | Copa Africana de Naciones 2015                                |
| 3. | 25-3-2015 | Somhlolo National Stadium, Lobamba | Suazilandia | 3–1      | 3–1       | Amistoso                                                      |
| 4. | 5-7-2015  | Stade Anjalay, Belle Vue Maurel    | Mauricio    | 1–0      | 2–0       | Clasificación para el Campeonato Africano de Naciones de 2016 |

## Logros
- Premier Soccer League (2): 2012/13, 2014/15
- Copa Nedbank (2): 2012/13, 2016/17
- Telkom Knockout (3): 2007, 2009, 2010
- MTN 8 (3): 2008, 2014, 2017